# Сувласништво (фудбал)
Сувласништво у фудбалу је систем у којем два фудбалска клуба заједнички поседују уговор играча, мада је играч регистрован само за игру за једном клубу. То није универзални систем, али се користи у неким земљама, укључујући Аргентину, Чиле и Уругвај. Некада је то било уобичајено у Италији, мада је сада та пракса укинута. 
Ова врста посла разликује се од власништва треће стране по томе што је у другом уговору играч у власништву субјекта који нема везе са фудбалом, попут компаније или агенције за управљање. 

## Италија
Уговори о сувласништву били су уобичајени у италијанском фудбалу пре него што су забрањени на крају сезоне 2014–15. Ова пракса је санкционисана у члану 102  Правилника о унутрашњим организацијама Савеза Италије. 
Да би се поставило сувласништво, играч је морао потписати најмање двогодишњи уговор у тиму. Деловало је као редован трансфер, осим што је продајни клуб задржао наведена права партиципације, тј. права на 50% вредности играча. Уколико споразум није раскинут прерано међусобним договором свих укључених страна, два клуба су се морала договорити о томе да ли ће обнављати или раскинути уговор на крају сваке сезоне. У случају да нису успели постићи договор до крајњег рока, проблем би био решен слепом аукцијом. Ако су понуде биле једнаке, или ако ниједан од клубова није поднео, сва права фудбалера прешла би у клуб у којем је фудбалер регистрован (тј. клуб који је фудбалера купио у сувласништву, а не онај који је задржао права учешћа). Када је играч био у сувласништву два тима, још увек га је могао послати на позајмицу трећој страни, под условом да се све укључене стране договоре о потезу. Клубу који поседује „права на учешће“ било је дозвољено да их пребаци у други клуб али и даље под условом да су се све остале учеснице сложиле. 
Пример сувласништва такве врсте договора био је када је бразилски нападач Адријано био у сувласништву Интера и Парме. Парма је дала новац за њега у износу од четири милиона фунти у мају 2002. године при чему је Интер задржао права учешћа. Адријано је имао одличну сезону у Парми, што је резултирало тиме да је Интер платио 13,5 милиона фунти за откуп Пармине половине новца у јануару 2004. године.